# Рас-Хафун
10°25′ пн. ш. 51°16′ сх. д. / 10.417° пн. ш. 51.267° сх. д.
Рас-Хафу́н, Рас-Гафу́н, Хафу́н (сомалі Xaafuun) — мис, крайня східна точка Африки. Розташований на півострові Хафун у межах Сомалі.
На півострові Хафун міститься невеликий однойменний (Хафун) нудиський пляж (бл. 5 тис. людей).
Вважається, що Рас-Хафун на межі 1-го тис. н. е. був місцем локації стародавнього торговельного осередку Опона (Opone), що підтримував зв'язки з Єгиптом, Римом і Персією.
Зараз на самому мисі Хафуні проживає близько 2,5 тис. людей, переважно рибалок. 26 грудня 2004 року Хафун і його населення значно потерпіли від дії цунамі, спричиненого підводним землетрусом.